# Campeonato Europeu de Atletismo em Pista Coberta de 2015 - Arremesso de peso feminino
A prova do arremesso de peso feminino  do Campeonato Europeu de Atletismo em Pista Coberta de 2015 foi disputada entre os dias 5 e 7 de março de 2015 no O2 Arena em Praga, República Checa. 

## Recordes
Antes desta competição, os recordes mundiais e do campeonato nesta prova eram os seguintes:
|                       | Nome               | Nacionalidade   | Distância | Local         | Data                    |
| --------------------- | ------------------ | --------------- | --------- | ------------- | ----------------------- |
| Recorde mundial       | Helena Fibingerová | Tchecoslováquia | 22m 50cm  | Jablonec      | 19 de fevereiro de 1977 |
| Recorde do campeonato | Helena Fibingerová | Tchecoslováquia | 21m 46cm  | San Sebastián | 13 de março de 1977     |
| Recorde europeu       | Helena Fibingerová | Tchecoslováquia | 22m 50cm  | Jablonec      | 19 de fevereiro de 1977 |

## Medalhistas
| Ouro               | Prata                  | Bronze                     |
| Anita Márton (HUN) | Yuliya Leantsiuk (BLR) | Radoslava Mavrodieva (BUL) |

## Cronograma
Todos os horários são locais (UTC+2).
| Data       | Hora  | Evento       |
| ---------- | ----- | ------------ |
| 5 de março | 16:30 | Qualificação |
| 7 de março | 18:15 | Final        |

## Resultados

### Qualificação
Qualificação: 17,85m (Q) ou os 8 melhores qualificados (q).
| Posição | Atleta                | Nacionalidade | #1    | #2    | #3    | Resultados | Notas |
| ------- | --------------------- | ------------- | ----- | ----- | ----- | ---------- | ----- |
| 1       | Anita Márton          | Hungria       | 18.44 |       |       | 18.44      | Q     |
| 2       | Yuliya Leantsiuk      | Bielorrússia  | 18.33 |       |       | 18.33      | Q     |
| 3       | Alena Abrahmchuk      | Bielorrússia  | x     | 17.80 | 17.78 | 17.80      | q     |
| 4       | Paulina Guba          | Polónia       | 17.02 | 17.73 | –     | 17.73      | q,    |
| 5       | Úrsula Ruiz           | Espanha       | 17.44 | x     | x     | 17.44      | q     |
| 6       | Radoslava Mavrodieva  | Bulgária      | x     | 17.06 | 17.18 | 17.18      | q     |
| 7       | Anastasiya Podolskaya | Rússia        | 16.84 | 16.77 | 16.61 | 16.84      | q     |
| 8       | Denise Hinrichs       | Alemanha      | 16.39 | 16.67 | 16.78 | 16.78      | q     |
| 9       | Chiara Rosa           | Itália        | x     | 16.38 | 16.75 | 16.75      |       |
| 10      | Fanny Roos            | Suécia        | 16.45 | 16.61 | 16.49 | 16.61      |       |
| 11      | Lena Urbaniak         | Alemanha      | 15.83 | 16.49 | x     | 16.49      |       |
| 12      | Trine Mulbjerg        | Dinamarca     | x     | 15.96 | x     | 15.96      |       |
| 13      | Jana Kárníková        | Chéquia       | x     | 15.82 | 15.95 | 15.95      |       |
| 14      | Martina Hrašnová      | Eslováquia    | x     | x     | 13.39 | 13.39      |       |
| 15      | Kätlin Piirimäe       | Estónia       |       |       |       | DNS        |       |

### Final
A final foi realizada às 18:15 no dia 7 de março de 2015.  
| Posição           | Atleta                | Nacionalidade | #1    | #2    | #3    | #4    | #5    | #6    | Resultados | Notas            |
| ----------------- | --------------------- | ------------- | ----- | ----- | ----- | ----- | ----- | ----- | ---------- | ---------------- |
| Medalha de ouro   | Anita Márton          | Hungria       | 18.05 | 18.39 | 18.56 | 18.29 | 18.43 | 19.23 | 19.23      | Recorde nacional |
| Medalha de prata  | Yuliya Leantsiuk      | Bielorrússia  | 17.85 | 17.90 | 18.60 | x     | 18.43 | 18.47 | 18.60      |                  |
| Medalha de bronze | Radoslava Mavrodieva  | Bulgária      | 17.45 | 17.83 | x     | x     | 17.61 | 17.80 | 17.83      |                  |
| 4                 | Alena Abrahmchuk      | Bielorrússia  | 17.63 | x     | x     | x     | 17.53 | x     | 17.63      |                  |
| 5                 | Paulina Guba          | Polónia       | 16.95 | 17.05 | 17.47 | x     | x     | 17.03 | 17.47      |                  |
| 6                 | Denise Hinrichs       | Alemanha      | 16.82 | 17.35 | 16.94 | x     | 16.94 | 17.04 | 17.35      |                  |
| 7                 | Anastasiya Podolskaya | Rússia        | 16.71 | 16.81 | x     | x     | x     | 16.42 | 16.81      |                  |
| 8                 | Úrsula Ruiz           | Espanha       | 16.02 | x     | x     | x     | 16.07 | x     | 16.07      |                  |

Legenda
| Recorde mundial       | Recorde mundial (World record)               |                       | Recorde africano                      | Recorde africano (African) |                                           | Q | Classificado por posição (Qualified) |
| Recorde do campeonato | Recorde do campeonato (Championship record)  | Recorde da América    | Recorde da América (Americas)         | q                          | Classificado por melhor tempo (Qualified) |   |                                      |
| Melhor marca do ano   | Melhor marca do ano (World leading)          | Recorde asiático      | Recorde asiático (Asian)              | DNS                        | Não largou (Did not start)                |   |                                      |
| Recorde nacional      | Recorde nacional (National record)           | Recorde europeu       | Recorde europeu (European)            | DNF                        | Não terminou (Did not finish)             |   |                                      |
| Recorde pessoal       | Recorde pessoal do atleta (Personal best)    | Recorde da Oceania    | Recorde da Oceania (Oceania)          | DSQ / DQ                   | Desclassificado (Disqualified)            |   |                                      |
| Recorde da temporada  | Recorde da temporada do atleta (Season best) | Recorde sul-americano | Recorde sul-americano (South America) | NM                         | Sem marca (No mark)                       |   |                                      |